# Numero IMO

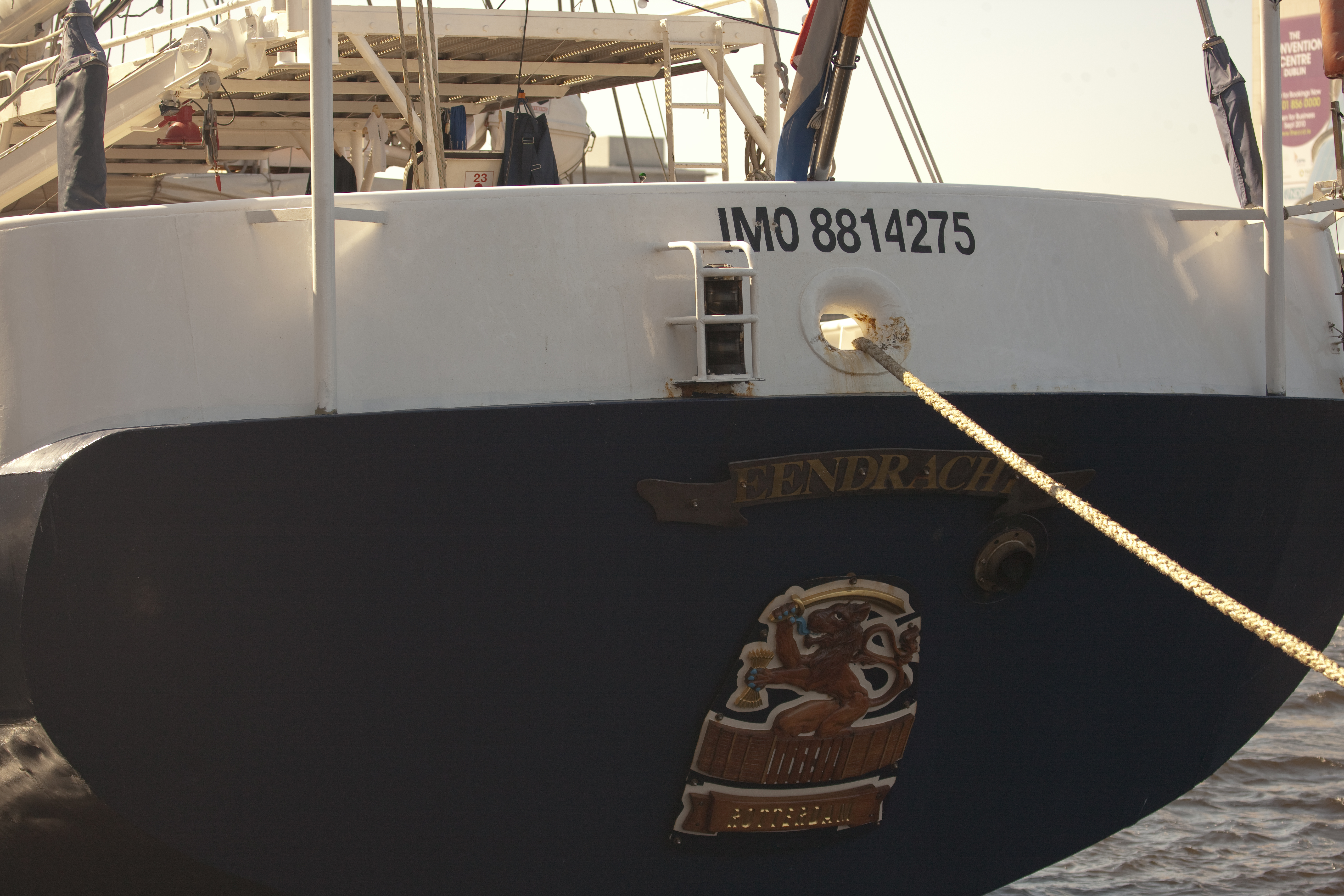
"IMO 8814275" sulla Eendracht

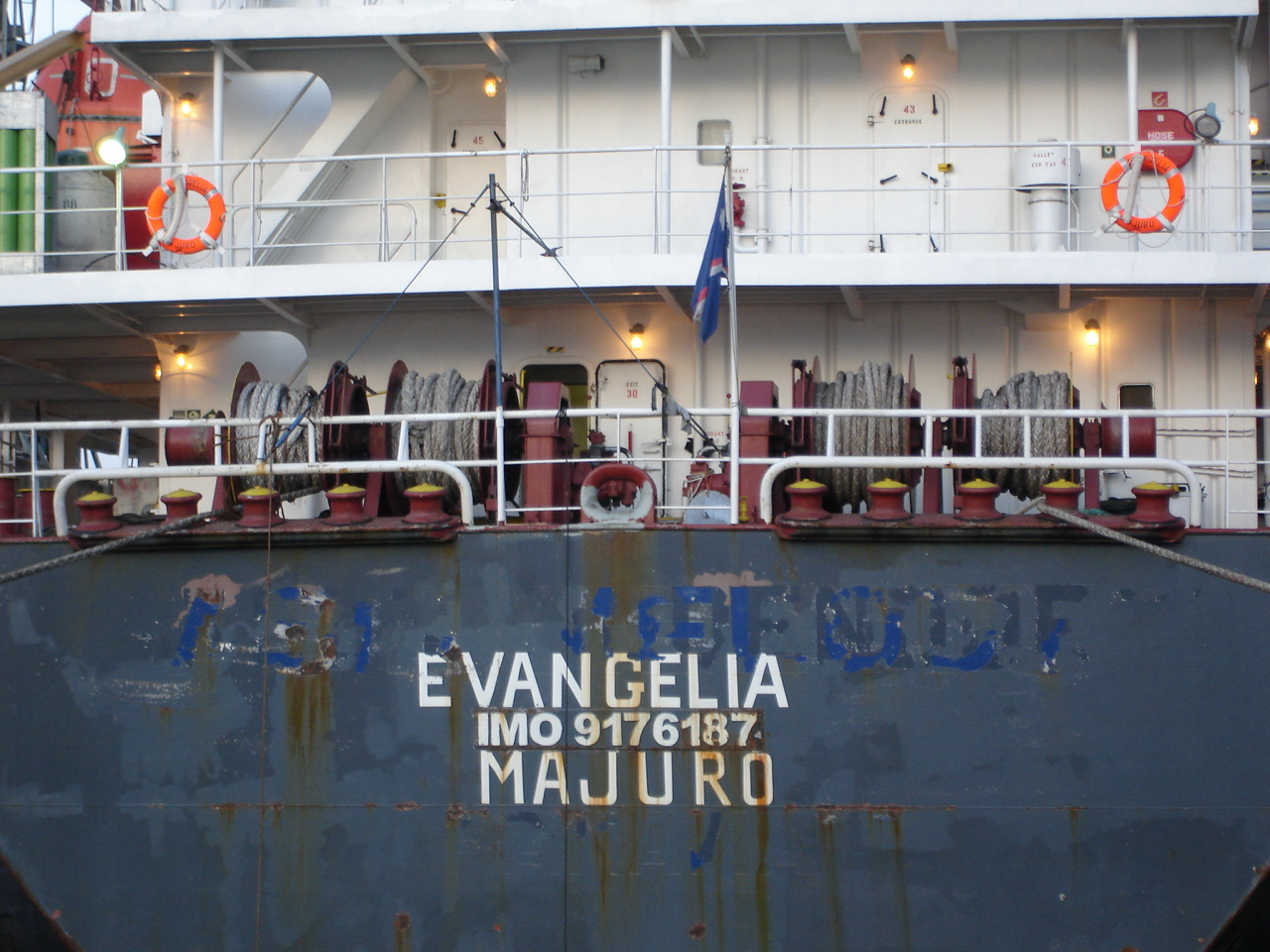
Poppa della "Evangelia" che riporta "IMO 9176187" e il porto di registrazione ("Majuro"). Si intravedono i vecchi nomi della nave: "Cornelie Oldendorff" e "Asia Melody", mentre l'IMO resta costante.

Il Numero IMO (da International Maritime Organization) è una sequenza di sette cifre assegnata a ogni nave al momento della costruzione.

## Descrizione
Il numero IMO è assegnato al natante al momento della posa della chiglia dall'IHS Fairplay, ex-Lloyd's Register - Fairplay.
Viene utilizzato per identificare univocamente ogni tipo di natante superiore alle 100 tonnellate e provvisto di apparato propulsivo proprio. Fanno eccezione a questa regola generale le seguenti categorie di natanti, che non hanno un proprio numero IMO:
- Navi utilizzate esclusivamente per la pesca
- Navi prive di propulsione propria
- Yacht da diporto
- Navi utilizzate in servizi speciali
- Chiatte
- Veicoli a cuscino d'aria
- Moli e bacini galleggianti
- Navi da guerra e trasporti truppe
- Navi con scafo in legno

Il numero IMO è unico, accompagna la nave per tutta la vita operativa, non varia al cambiare del proprietario, nome o registrazione e non viene mai riutilizzato per navi di nuova costruzione.